# روزها و شب‌ها (فیلم ۱۹۸۸)
روزها و شب‌ها (به مالایالم: Dhinarathrangal) و (به انگلیسی: Days and Nights) فیلمی هندی محصول سال ۱۹۸۸ و به کارگردانی دارانی است. در این فیلم بازیگرانی همچون مموتی، سومالاتا، موکش، پارواتی جایارام، صدیق، سوکوماری، سانتا دوی و جوزه پراکاش ایفای نقش کرده‌اند.